# Acanthocalycium leucanthum
Acanthocalycium leucanthum es una especie de planta suculenta perteneciente al género Acanthocalycium, dentro de la familia Cactaceae. Es endémica de Argentina.

## Descripción

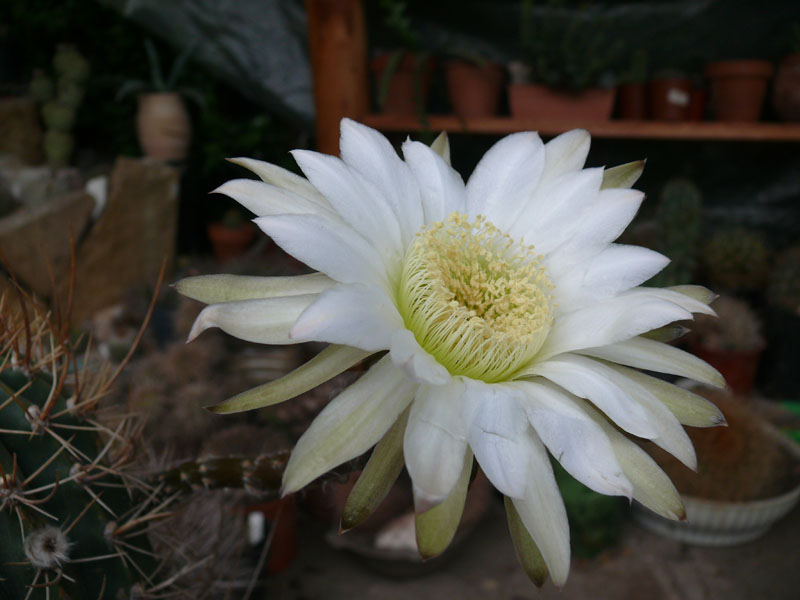
Detalle de la flor

Acanthocalycium leucanthum crece generalmente de forma individual, aunque a veces puede formar pequeño grupos. Los tallos, de forma esférica a cilíndrica, son de color verde grisáceo y alcanzan hasta 35 cm (raramente hasta 80 cm) de altura con un diámetro de 12 cm.
Tiene de 12 a 14 costillas romas ligeramente dentadas, con areolas alargadas de color blanco amarillento de 1 a 1.5 cm. Presentan una única espina central gruesa, de color marrón y curvada hacia arriba, con una longitud de 5 a 10 cm. Alrededor se sitúan de ocho a diez espinas radiales de color marrón amarillento, las cuales están curvadas y ligeramente retorcidas, con una longitud de hasta 2,5 centímetros.

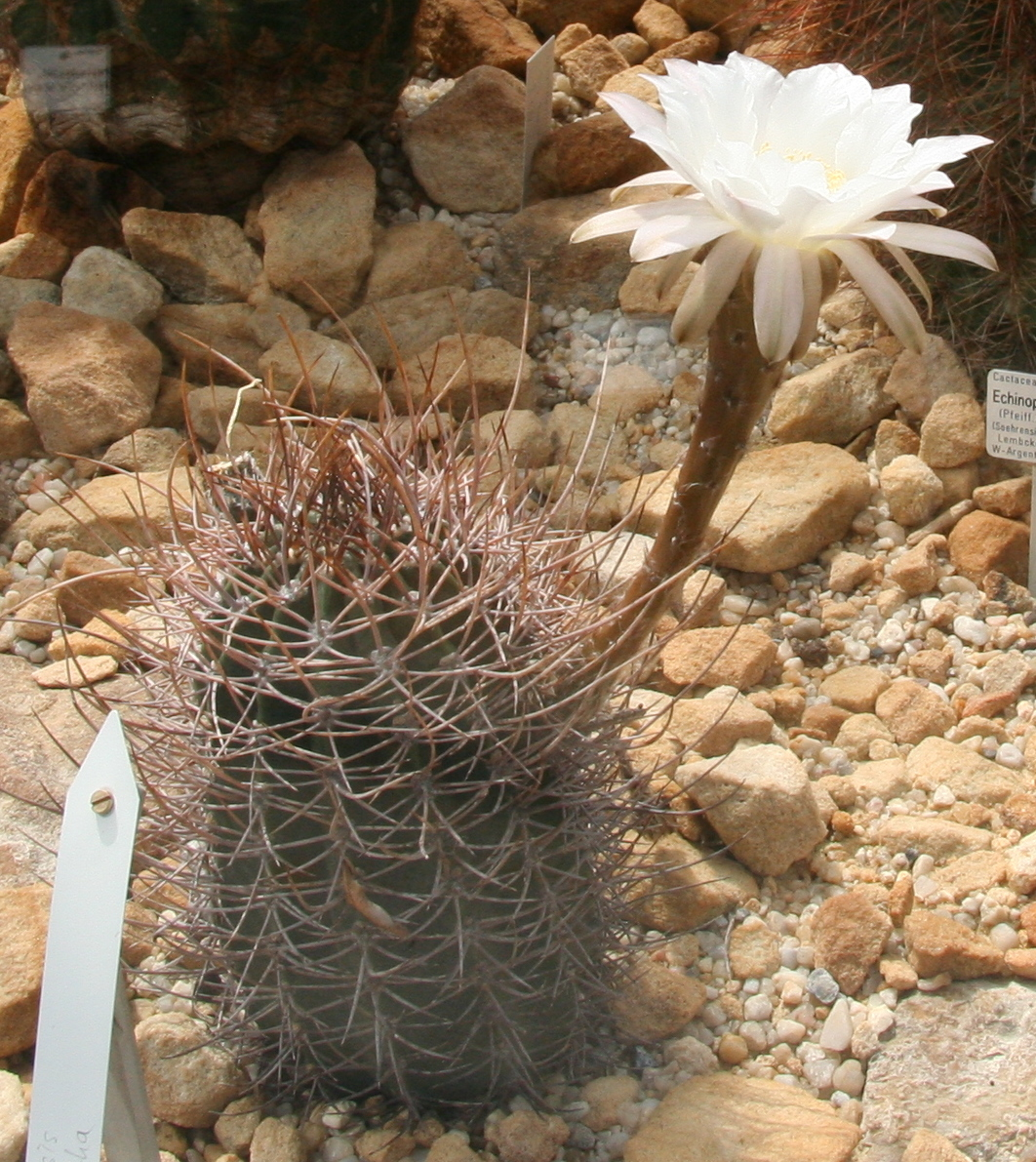
Planta en floración

Las flores son blancas o ligeramente rosadas, alargadas y con forma de embudo. Aparecen en la parte superior de los tallos y se abren por la noche. Miden hasta 20 cm de largo. Los frutos son esféricos o alargados, carnosos, de color rojo verdoso a rojo oscuro.

## Distribución y hábitat
El área de distribución nativa de esta especie es el noroeste de Argentina y crece principalmente en biomas desérticos o de matorrales secos.

## Taxonomía
La primera descripción de esta especie fue como Echinocactus leucanthus, publicada en 1834 por el botánico escocés John Gillies y el botánico alemán Joseph de Salm-Reifferscheidt-Dyck en el libro ilustrado Hortus Dyckensis ou Catalogue des Plantes: 341.
Más tarde, el botánico alemán Boris O. Schlumpberger trasladó la especie al género Acanthocalycium, por lo que pasó a llamarse Acanthocalycium leucanthum. Registró estos cambios en la revista Cactaceae Systematics Initiatives 28: 29, publicada en 2012.

Etimología
- Acanthocalycium: nombre genérico que proviene del griego akantha (que significa 'espinoso') y kalyx (que significa 'yemas'), haciendo referencia a las espinas de los tubos florales.
- leucanthum: epíteto específico que proviene del latín leucantha que significa con flores blancas.[5]

Sinonimia
- Melocactus depressus Salm-Dyck ex DC. (1828)
- Melocactus ambiguus Pfeiff. (1833)
- Echinocactus leucanthus Gillies ex Salm-Dyck (1834) (basónimo)
- Cereus incurvispinus Otto y A. Dietr. (1835)
- Melocactus elegans Pfeiff. (1835)
- Cereus leucanthus Pfeiff. (1837)
- Echinopsis campylacantha Pfeiff. y Otón (1838)
- Echinopsis leucantha Walp. (1843)
- Echinopsis campylacantha var. leucantha Lavour. (1853)
- Echinopsis campylacantha var. estilodos Monv. y Lavour. (1853)
- Cereus campylacanthus Mottet (1892-1893)
- Echinopsis leucantha var. salpingophora K. Schum. (1903)
- Echinopsis baldiana Speg. (1905)
- Echinopsis intricatissima Speg. (1905)
- Echinopsis melanopotamica Speg. (1905)
- Echinopsis molesta Speg. (1905)
- Echinopsis cordobensis Speg. (1905)
- Echinopsis leucantha aurea Fobe (1907)
- Echinopsis shaferi Britton & Rose (1922)
- Echinopsis spegazziniana Britton & Rose (1922)
- Echinopsis leucantha var. brasiliensis Speg. (1925)
- Echinopsis gladispina Y. Itô (1957)
- Echinopsis leucantha var. Volliana Backeb. (publicación de 1956 en 1957)

## Estado de conservación
En la Lista Roja de Especies Amenazadas de la UICN, la especie está clasificada como de “Preocupación Menor (LC)”.

## Usos
Se cultiva principalmente como planta ornamental.